# Set I
Seth Aaqen, o Set I, fue un faraón de la dinastía XIII de Egipto que reinó en el siglo XVIII a. C., hacia 1707-1701 a. C.,         Según el Canon Real de Turín fue el décimo octavo faraón de la dinastía.  
Este gobernante es citado solo en un fragmento del Canon Real de Turín como ib... Seth "...corazón de Seth", en el registro VI, 23. Su nombre aparece también en unas inscripciones en Medamud y en una estela en Abidos. 
Podría tratarse del rey cuyo nombre se encuentra inscrito en la base de una estatua, atribuida a Intef IV, después de los títulos de este.
Según Jürgen von Beckerath, Set I tenía por nombre Aaqen "El valiente animal (Seth)", tal como aparece grabado en una lista de los sacerdotes de Menfis.
Es de gran interés la aparición del nombre del dios Seth en su titulatura, una deidad que tendrá gran importancia durante el período de dominación de los gobernantes Hicsos, con quienes probablemente convivió Set I.

## Titulatura
| Titulatura | Jeroglífico | Transliteración (transcripción) - traducción - (referencias) |

| HASH | ib | Z1 | G7 | C7 | G7 |

| HASH | ib | Z1 | G7 | C7 | G7 |

| HASH | ib | Z1 | G7 | C7 | G7 |

| HASH | ib | Z1 | G7 | C7 | G7 |

| HASH | ib | Z1 | G7 | C7 | G7 |

| HASH | ib | Z1 | G7 | C7 | G7 |

| HASH | ib | Z1 | G7 | C7 | G7 |

| HASH | ib | Z1 | G7 | C7 | G7 |

| HASH | ib | Z1 | G7 | C7 | G7 |

| HASH | ib | Z1 | G7 | C7 | G7 |

| HASH | ib | Z1 | G7 | C7 | G7 |

| HASH | ib | Z1 | G7 | C7 | G7 |

| HASH | ib | Z1 | G7 | C7 | G7 |

| HASH | ib | Z1 | G7 | C7 | G7 |

| HASH | ib | Z1 | G7 | C7 | G7 |

| HASH | ib | Z1 | G7 | C7 | G7 |

| O29 · D52 | F27 | N29 · n |

| O29 · D52 | F27 | N29 · n |

| O29 · D52 | F27 | N29 · n |

| O29 · D52 | F27 | N29 · n |

| O29 · D52 | F27 | N29 · n |

| O29 · D52 | F27 | N29 · n |

| O29 · D52 | F27 | N29 · n |

| O29 · D52 | F27 | N29 · n |

| O29 · D52 | F27 | N29 · n |

| O29 · D52 | F27 | N29 · n |

| O29 · D52 | F27 | N29 · n |

| O29 · D52 | F27 | N29 · n |

| O29 · D52 | F27 | N29 · n |

| O29 · D52 | F27 | N29 · n |

| O29 · D52 | F27 | N29 · n |

| O29 · D52 | F27 | N29 · n |